# Geschützter Landschaftsbestandteil Am losen Knapp

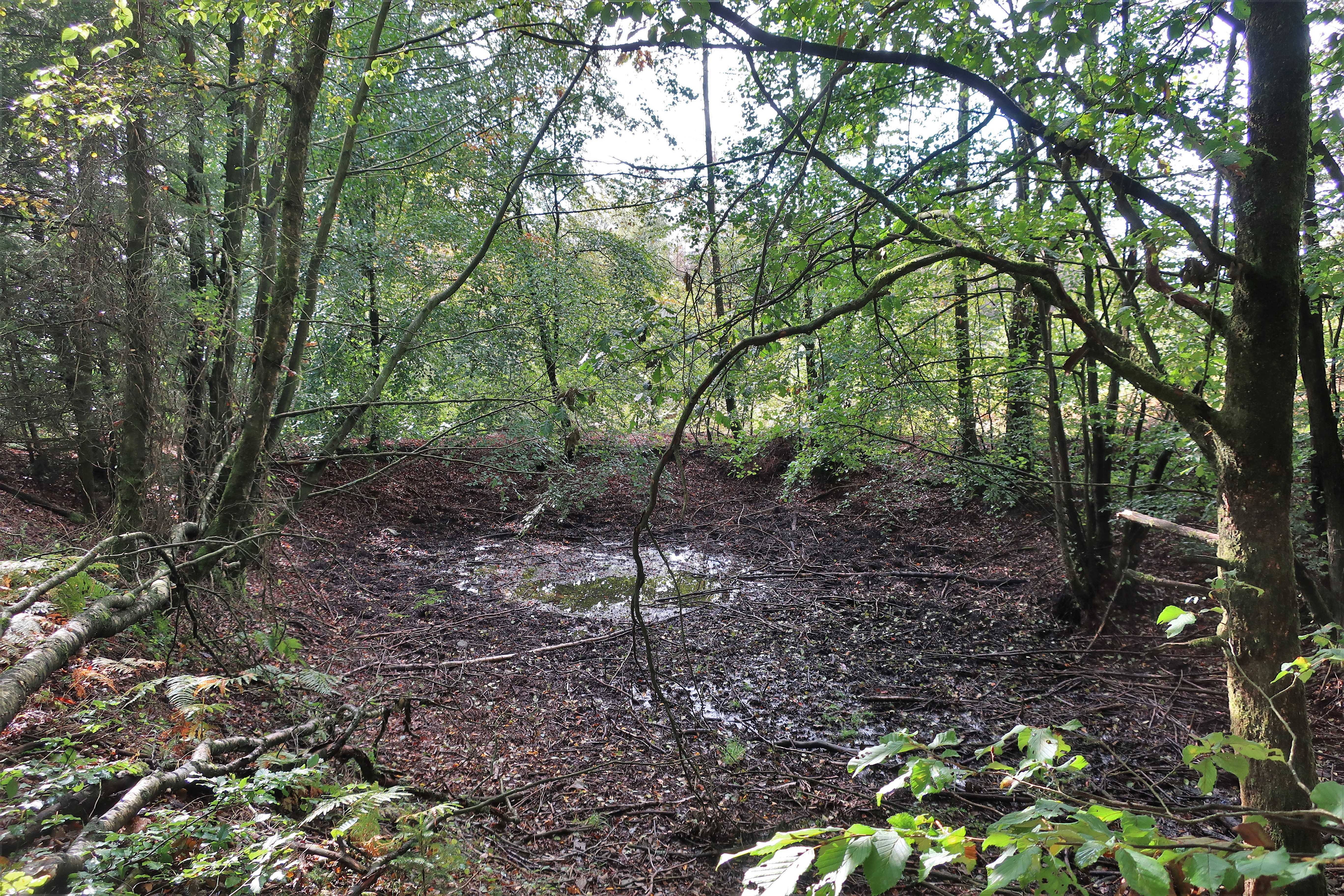
Geschützter Landschaftsbestandteil Am losen Knapp

Der Geschützte Landschaftsbestandteil Am losen Knapp mit einer Flächengröße von 0,35 ha liegt auf dem Gebiet der kreisfreien Stadt Hagen in Nordrhein-Westfalen. Der LB wurde 1994 mit dem Landschaftsplan der Stadt Hagen vom Stadtrat von Hagen ausgewiesen.

## Beschreibung
Beschreibung im Landschaftsplan: „Es handelt sich um einen als Feuerlöschteich genutzten Tümpel nördlich der Hasper Talsperre, der von einer Quelle gespeist wird.“

## Schutzzweck
Laut Landschaftsplan erfolgte die Ausweisung „zur Sicherung der Leistungsfähigkeit des Naturhaushalts durch Erhalt eines Lebensraumes für die Lebensgemeinschaften der Sumpfzonen und Kleingewässer und zur Gliederung und Belebung des Landschaftsbildes durch Erhalt der landschaftlichen Vielfalt in Waldgebieten.“